# Aridní podnebí
Aridní podnebí, také suché podnebí (z latinského aridus – suchý, vyprahlý, zkratky BWh, BWk) je podle Köppenovy klasifikace podnebí takový typ podnebí, kde je roční úhrn srážek nižší než roční hodnota výparu. Jedná se o oblasti se suchým podnebím, pro něž je typická absence nevysychajících řek (výjimkou jsou tzv. alochtonní řeky) či velké amplitudy (výkyvy) teploty ovzduší. Přítomnost tohoto druhu podnebí má za následek vznik pouští, zároveň však není pravidlem, že by tento jev musela doprovázet vysoká teplota. Aridní oblasti se rozdělují na 3 podtypy. V aridních oblastech spadne méně než 250 mm srážek za rok.

## Horké aridní podnebí (Bwh)

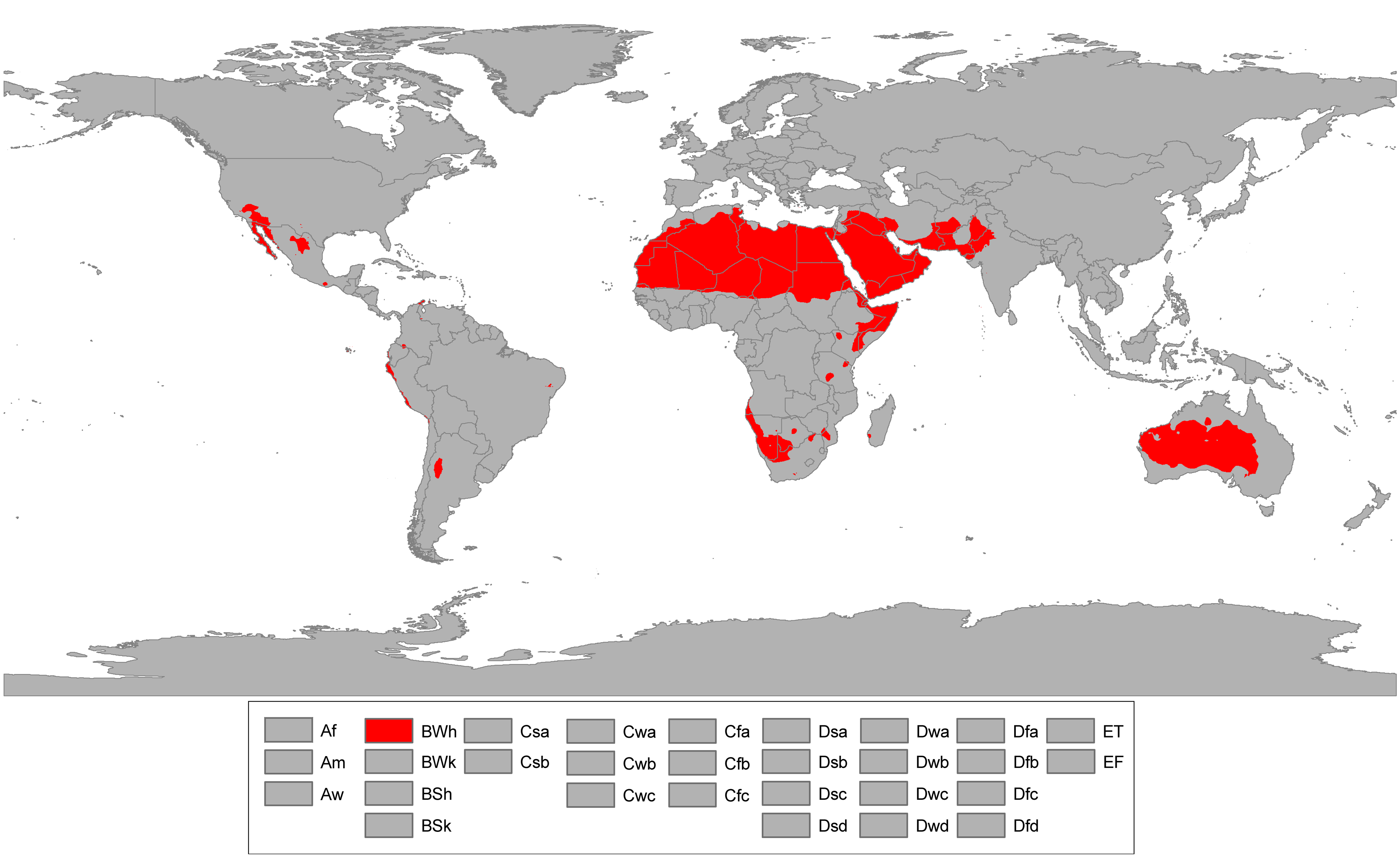
Horké pouštní klima.

Vyskytuje se v tropických oblastech. Nejvyšší letní teploty běžně přesahují 40 °C, na některých místech i 45 °C, ale 50 °C  překračují vzácně, ale během zimních rán mohou klesat i k bodu mrazu nebo i pod něj. Pravděpodobnost deště je v určitých ročních obdobích vyšší a když už přijde, tak přijde náhle, buď při bouřkách nebo běžném dešti. Po náhlých deštích se pouštní rostliny velmi rychle probírají k životu a v následujících týdnech zase uvadnou.

## Studené aridní podnebí (Bwk)

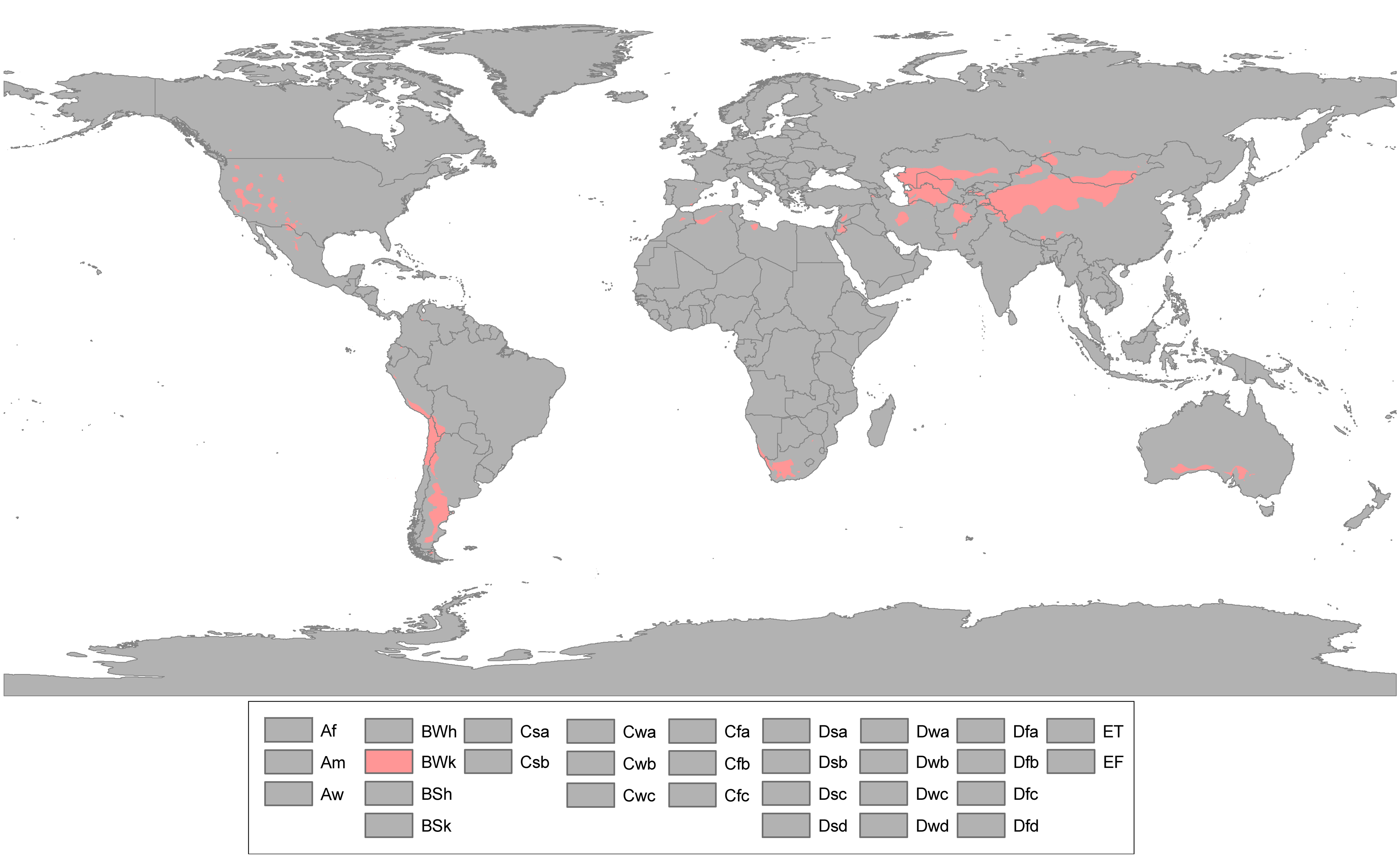
Studené pouštní klima

Vyskytuje se mírných, subtropických a subpolárních oblastech (ve vysokých horách). Léta nejsou tak horká jako v horkých aridních oblastech a především jsou zde chladné zimy. Průměrná teplota nejchladnějšího měsíce je už pod bodem mrazu nebo v jeho blízkosti a nejnižší teploty mohou klesat i pod −20 °C. V létě pak nejvyšší denní teploty dosahují na většině míst 30 °C až 40 °C. Velkou část vody přináší sníh, který na jaře roztaje. Rostlinám se daří hlavně na jaře nebo na podzim, kdy jsou teploty nejmírnější a výpar nižší.

## Mírné aridní podnebí (Bwn)
Velmi vzácný typ, vyskytující se jen v poušti Atacama a pouze několika dalších malých místech na světě (hlavně na pobřeží). Amplituda teploty je celoročně velmi malá. Teploty se stále udržují zhruba mezi 10 °C až 25 °C (na pobřeží, se vzrůstající nadmořskou výškou úměrně klesá). Tak mírné teploty způsobují časté mlhy a nízká oblačnost, přesto však prakticky nikdy neprší, dokonce může být srážek méně než v kterýchkoliv jiných pouštních oblastech. Tyto jevy jsou způsobeny studenými mořskými proudy, např. Peruánským proudem a Benguelským proudem.

## Galerie

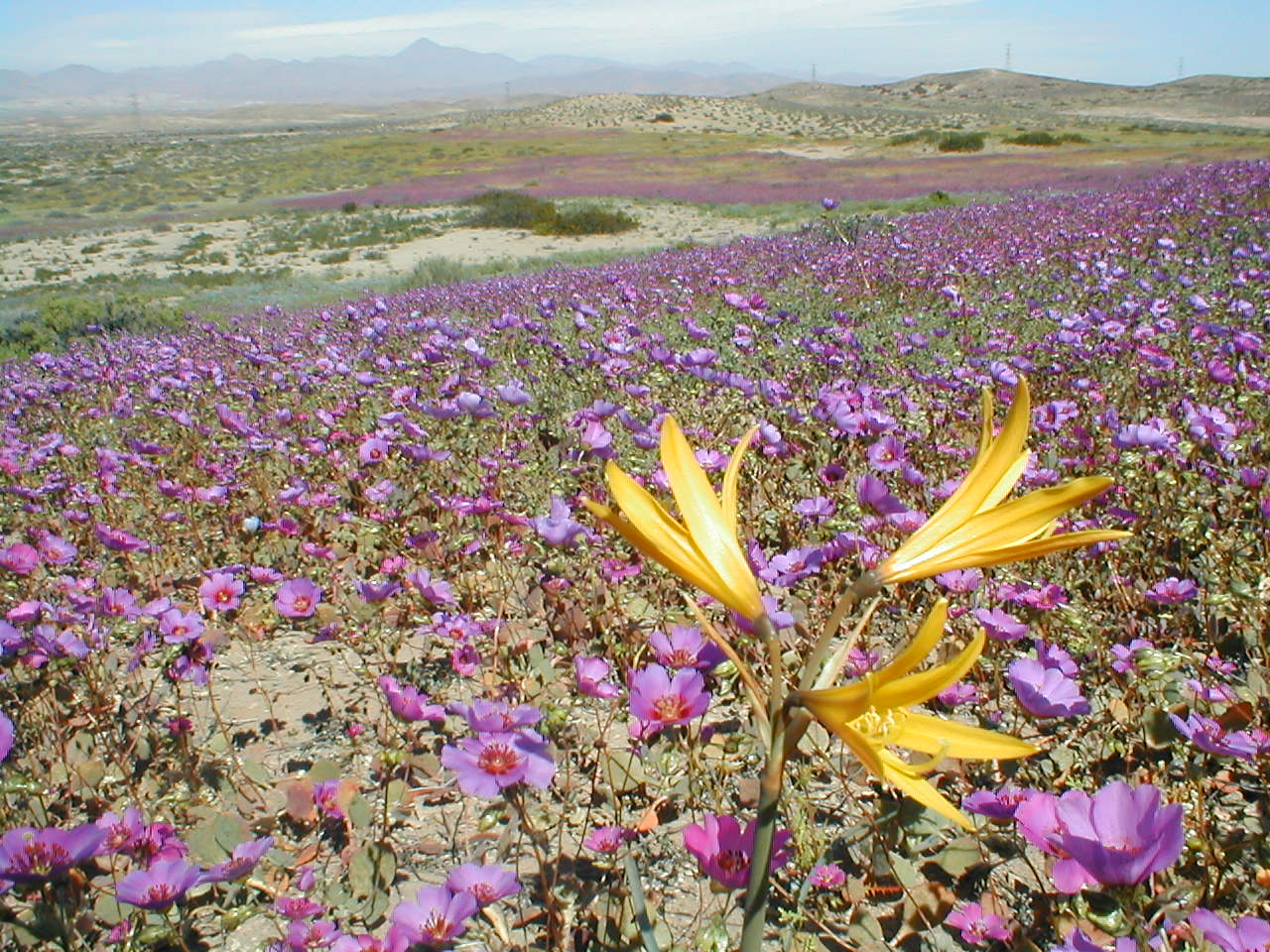
Kvetoucí rostliny ve vzácném období deště v poušti Atacama
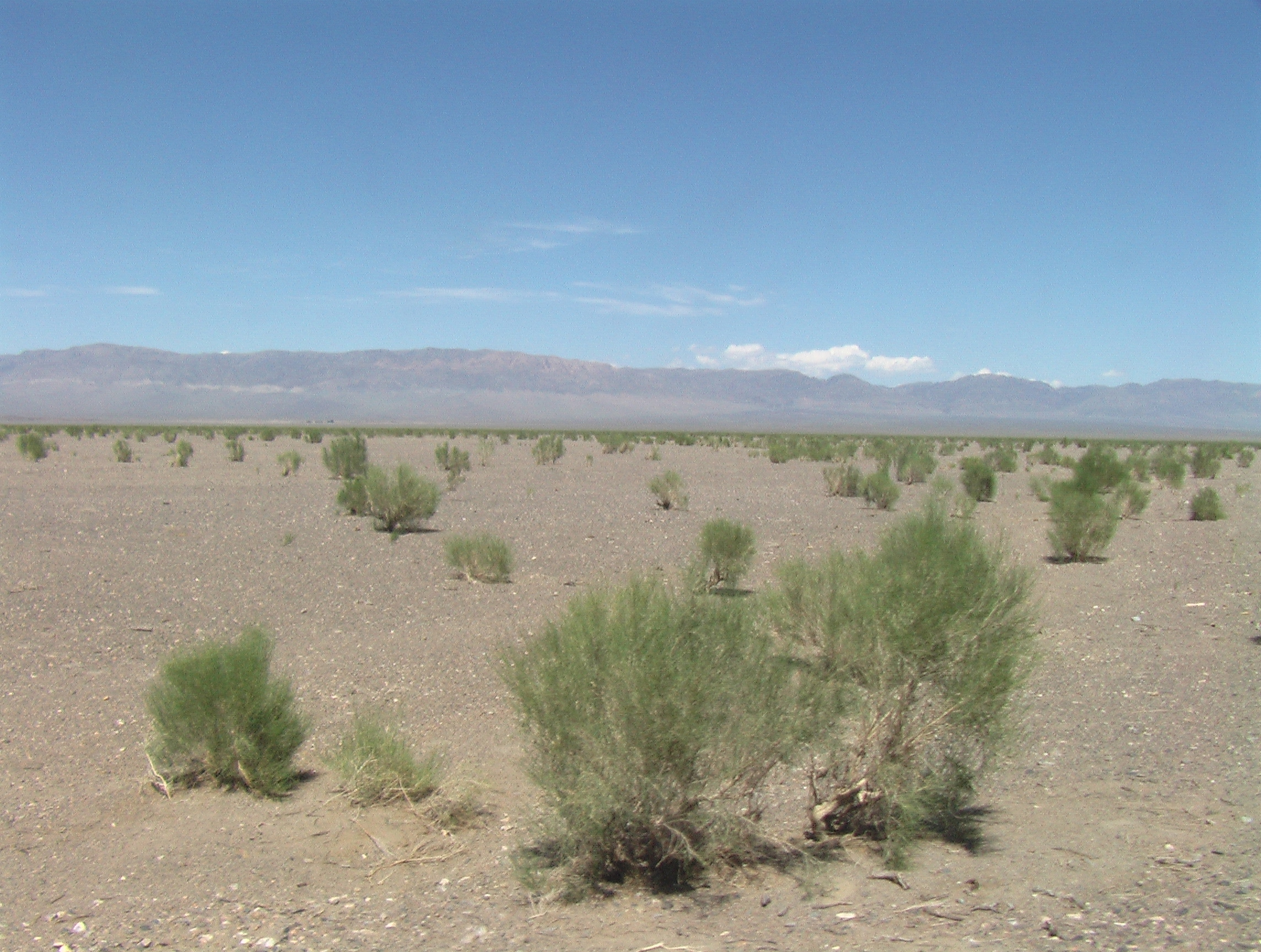
Poušť Gobi
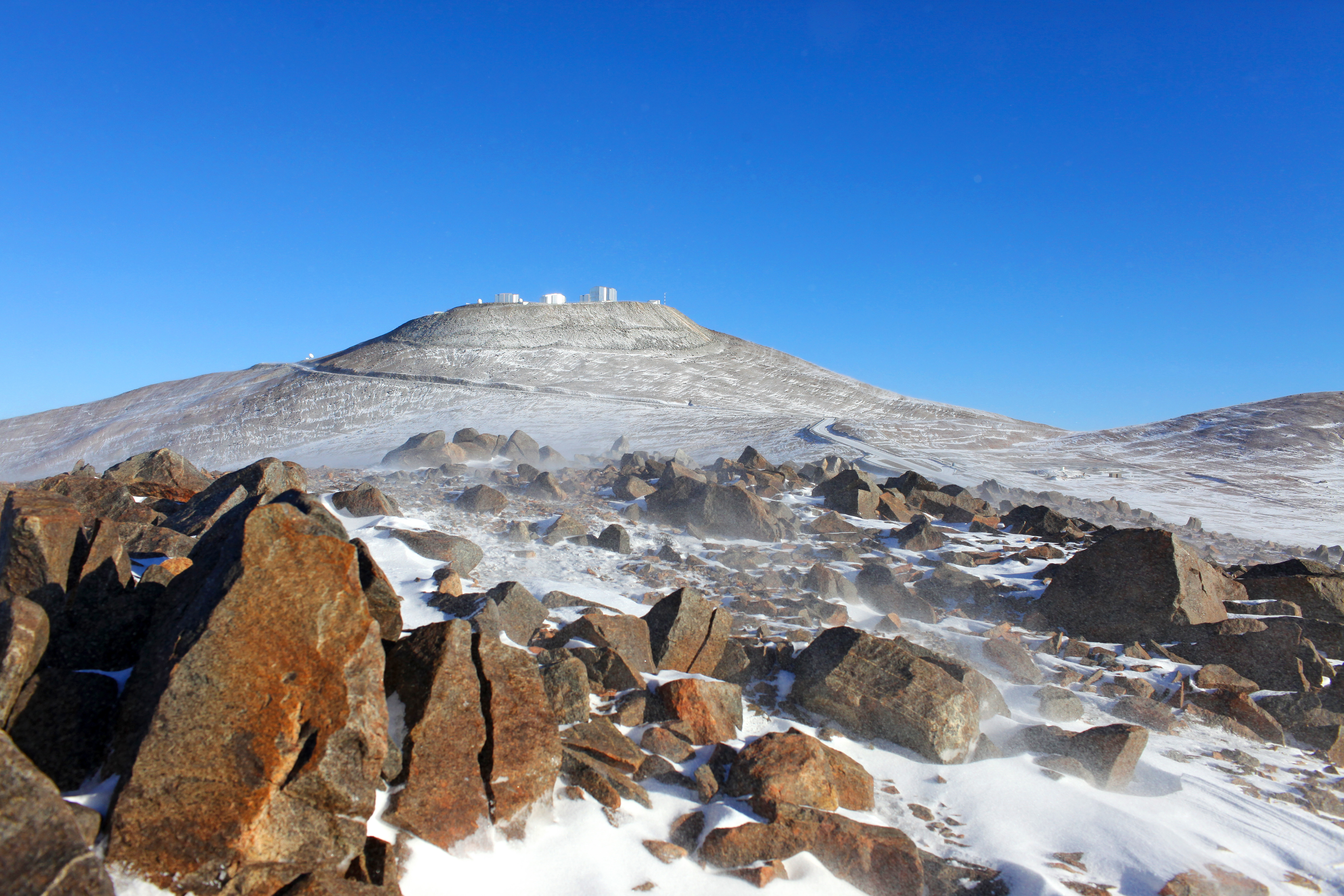
Sněhový poprašek v poušti Atacama
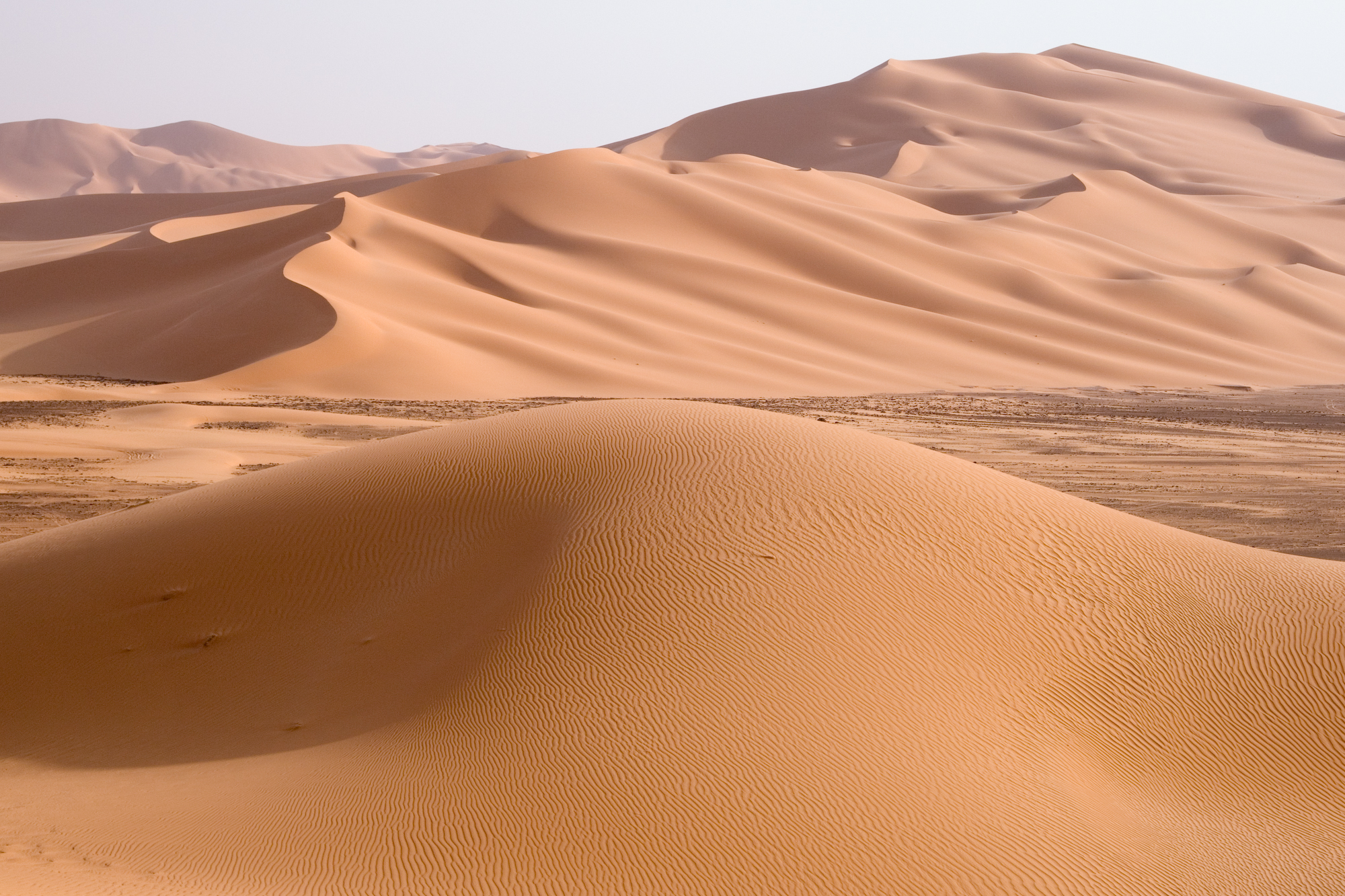
Naprosto pustá krajina na Sahaře